# Dávat a brát
Dávat a brát (v anglickém originále Give and Take) je třetí díl jedenácté řady (a celkově šedesátý čtvrtý) britského sci-fi sitcomu Červený trpaslík. Poprvé byla odvysílána 6. října 2016 na britském televizním kanálu Dave.

## Námět
Lister přijde o ledviny a jediný, kdo mu je může darovat, je Kocour. Největším problémem ale je, že transplantaci má provést výdejní automat na sladkosti, o kterém si všichni myslí, že to je zázračný chirurgický robot.

## Děj
Rimmer zachytí několik podivných energetických signálů na palubě B a vydá se to prozkoumat, jenže se zasekne u výtahu, protože ten ho odmítne přepravit, jelikož má něco na práci. Rimmer ho obviní z pomalosti a rozhodne se ho nahradit jiným výtahem. Mezitím Lister vyspává dvoudenní kocovinu, načež ho probudí právě Rimmer s konstatováním, že Trpaslík narazil na vesmírnou stanici. Míří k ní asteroidová bouře a stanice bude za pět hodin zničena, a do té doby musí prozkoumána.
Na stanici se posádka Trpaslíka rozdělí na dva páry, přičemž Kryton a Rimmer najdou robota, který je podle Krytonova závěru velmi moderním a technicky vyspělým zdravotnickým robotem Asklepiem. Navrhne mu tedy, jestli se k nim nechce přidat a robot souhlasí. Kryton a Rimmer ovšem netuší, že nejde o chirurgického robota, ale chodící automat na cukrovinky zvaný Snacky. Kocour a Lister takové štěstí nemají: nejprve narazí na mrtvolu inženýra stázových komor Gonzalese a pak je objeví skutečný robot Asklepius. Ten ovšem mezitím zešílel, Listera i Kocoura uspí a poslednímu žijícímu člověkovi vyoperuje ledviny. V té chvíli je najdou Kryton s Rimmerem a střelbou z bazukoidů Asklepia vyřadí z provozu, jenže přitom rozstřílí i Listerovy ledviny ve skleněné nádobě. Uspaného Listera a Kocoura odvezou pryč na poslední chvíli, protože stanici následně zničí asteroidy.
Na ošetřovně Kryton Listerovi vysvětlí situaci, ve které se nachází, ale pro kterou má řešení: Kocour mu daruje jednu ledvinu a operaci provede zázračný zdravotnický robot, kterého vzali s sebou.  Kocour darování ledviny pochopitelně odmítne a tak Kryton s Listerem vymyslí na Kocoura podraz. Kryton mu napovídá, že o tu ledvinu přišel on a Lister mu ji musí darovat. Kocour tedy přesvědčí Listera, aby dohodu o darování podepsal, a sám ji podepíše také. V tu chvíli přijde Kryton se zprávou, že o ledviny doopravdy přišel Lister a Kocoura okamžitě uspí. Operaci ale zhatí výdejní automat Snacky, který jim teprve teď odhalí svou pravou totožnost. Na druhou stranu jim prozradí, že stázový inženýr Gonzales, kterého našli mrtvého na stanici, přetvořil stázovou komoru na stroj času. Posádka Trpaslíka chce využít tuto technologii, transportovat se do minulosti a vzít ledviny Listerovu mladšímu já. Jenže úpravy na stázové komoře nikdo z nich nezvládne a tak tím pověří výdejní automat, který je schopnější, než se na první pohled zdá. Technologie funguje: Lister omráčí své mladší já, Kryton mu vyoperuje ledvinu a pak ho odveze na ubikace výtahem těsně předtím, než je dostihne Rimmer z minulosti. Znovu se opakuje scéna ze začátku epizody, ale tentokrát se dozvíme, že výtah k Rimmerovi nemohl přijet, protože v něm byla posádka Trpaslíka z budoucnosti. Rimmer z budoucnosti dokonce slíbí výtahu povýšení. A Lister má funkční ledviny.
O pár dní později nastoupí Rimmer do onoho výtahu. Povýšení se nedočkal, protože na něj Rimmer zapomněl, a tak mu alespoň Snacky nainstaloval vysoký výkon u protiváhy, takže může dosáhnout téměř rychlosti světla. A rozhodne se ji otestovat na  Rimmerovi jako pomstu za to, že ho nepovýšil.